# Емма Радукану
Емма Радукану (нар.. 13 листопада 2002, Торонто, Канада) — британська професійна тенісистка. Чемпіонка Відкритого чемпіонату США з тенісу 2021 року, також виграла три титули одиночного розряду на змаганнях ITF. Вона досягла найвищого місця у одиночному рейтингу WTA (№ 19) 13 вересня 2021 року.
Радукану стрімко стала відомою у серпні 2021 році. Вона посіла 338-е місце у світі, дебютувавши на Вімблдонському турнірі 2021 року, де вийшла до четвертого раунду дебюту. Завдяки цьому виступу тенісистка кваліфікувалася на Відкритий чемпіонат США у вересні 2021 року; після кваліфікації до основної сітки вона дійшла до фіналу. Радукану стала першою тенісисткою в історії, що виграла Відкритий чемпіонат США (один з турнірів великого шлему) з числа тих, що пройшли кваліфікацію одиночного розряду.

## Народження та навчання
Радукану народилася 13 листопада 2002 року в Торонто, Канада, у сім'ї Яна та Рені, які родом з Бухареста, Румунія, та Шеньяна, Китай, відповідно. Обидва її батьки працюють у фінансовому секторі. Її сім'я переїхала до Англії, коли їй було два роки. Радукану почала займатися тенісом у п'ять років. Вона навчалася в школі Ньюстед Вуд, вибірковій гімназії в лондонському районі Бромлі . Вона отримала A* з математики та A з економіки для своїх А-рівнів .
Спортсменкою вона стала завдяки своїм тенісним кумирам Сімоні Халеп та Лі На, обидві з країн свого походження.

## Професійна кар'єра
Радукану стала професіоналом у 2018 році.

### 2021: Дебют WTA, четвертий раунд Вімблдону, фінал US Open, дебют у Топ-50
Радукану дебютувала у головній нічиїй турніру WTA на Ноттінгемському відкритому чемпіонаті 2021 року.
У червні Радукану дебютувала у головній серії Великого шлема на «Вайлдкард» до чемпіонату Вімблдону 2021 року. Вона вийшла до третього раунду, перемігши почергово Віталію Дьятченко та Маркету Вондроушовою . Вона стала наймолодшою британкою (18 років та 239 днів), яка досягла третього раунду Вімблдону з часів Олени Балтачі у 2002 році, також 18-річної тенісистки українського походження, що виступала за Шотландію. Потім Радукану перемогла Сорану Кирстю та увійшла до четвертого раунду. Так вона посіла топ-185 у рейтингу WTA, піднявшись з 338-го місця рейтингу на старті Вімблдону. 5 липня 2021 року Радукану програла у другому сеті свого матчу четвертого раунду проти Айли Том'янович через утруднене дихання.
Радукану на 186-у місці рейтингу зіграла у серпні на першому жіночому турнірі Silicon Valley Classic — щорічної відкритої серії US. Вона програла в першому ж раунді китаянці Чжан Шуай. За цей час вона змінила свого тренера — на Ендрю Річардсона, одного з її молодіжних тренерів, замість Найджела Сірса, тестя колишнього футболіста Енді Маррея. У серпні 2021 року Радукану вийшла до фіналу турніру WTA 125 у Чикаго, де програла данській тенісистці Кларі Тосон. Завдяки цьому вона піднялася на 150-е місце у рейтингу WTA.
На Відкритому чемпіонаті США Радукану обіграла почергово Бібіан Шуфс, Маріам Болквадзе та Маяр Шеріф у прямих сетах у кваліфікації для участі у головній сітці змагання. Там вона перемогла Штефані Фегеле, Чжан Шуай, Сару Соррібес Тормо, Шелбі Роджерс, Белінду Бенчич та Марію Саккарі та дійшла до фіналу, не програючи жодного сету. Вона піднялась більш ніж на 100 рейтингових місць, увійшовши до топ-50 та потіснивши Джоанну Конту — британську тенісистку-одиночку № 1.
Радукану стала єдиною претенденткою на одиночний розряд, яка потрапила до фіналу відкритого чемпіонату США в історії тенісу. До цього відразу до півфіналу US Open доходили Кім Клейстерс у 2009 році та наймолодша Марія Шарапова у 2005 році. Після перемоги Лейли Фернандес у півфіналі Радукану стала другим гравцем 2002 року народження, який вийшов до фіналу US Open. Радукану стала першою британкою за 53 роки, яка вийшла до фіналу після Вірджинією Вейд. Це став перший фінал жіночого одиночного розряду серед підлітків після відкритого чемпіонату США 1999 року між Сереною Вільямс та Мартіною Хінгіс.

## Хронологія виступів
До рекордів перемог/програшів включаються лише результати головної сітки у турнірах WTA, турнірах Великого шлема, Кубку Біллі Джин Кінг та Олімпійських іграх.
| Турнір                      | 2018 | 2019 | 2020 | 2021 |                     |                     | Виграш %            |
| --------------------------- | ---- | ---- | ---- | ---- | ------------------- | ------------------- | ------------------- |
| Australian Open             | А.   | А.   | А.   | А.   | 0 /0                | 0–0                 |                     |
| Відкритий чемпіонат Франції | А.   | А.   | А.   | А.   | 0 /0                | 0–0                 |                     |
| Вімблдон                    | Q1   | Q1   | NH   | 4R   | 0 /1                | 3–1                 | 75 %                |
| Відкритий чемпіонат США     | А.   | А.   | А.   |      | 0 /0                | 0–0                 |                     |
| Виграш — програш            | 0–0  | 0–0  | 0–0  | 3–1  | 0 /1                | 3–1                 | 75 %                |
| Статистика кар'єри          |      |      |      |      |                     |                     |                     |
| Турніри                     | 0    | 0    | 0    | 3    | Загальна кар'єра: 3 | Загальна кар'єра: 3 | Загальна кар'єра: 3 |
| Турніри                     | 0    | 0    | 0    | 0    | Загальна кар'єра: 0 | Загальна кар'єра: 0 | Загальна кар'єра: 0 |
| Фінал                       | 0    | 0    | 0    | 0    | Загальна кар'єра: 0 | Загальна кар'єра: 0 | Загальна кар'єра: 0 |
| Загальний виграш — програш  | 0–0  | 0–0  | 0–0  | 3–3  | 0 /3                | 3–3                 | 50 %                |
| Рейтинг на кінець року      | 692  | 503  | 343  |      | 303 376 доларів     | 303 376 доларів     | 303 376 доларів     |

## Фінал турніру Великого шлема

### Одиночні: 1 (1 титул)
| Результат | Рік  | Турнір                  | Поверхня | Опонент         | Оцінка   |
| --------- | ---- | ----------------------- | -------- | --------------- | -------- |
| Перемога  | 2021 | Відкритий чемпіонат США | Хард     | Лейла Фернандес | 6-4, 6-3 |

## Фінал серії WTA

### Одиночні: 1 (1 титул)
| Легенда                       |
| ----------------------------- |
| Турніри Великого шолома (0-0) |
| WTA 1000                      |
| WTA 500                       |
| WTA 250                       |

| Фінал за поверхнею |
| ------------------ |
| Хард (0-0)         |
| Трава (0-0)        |
| Глина (0-0)        |
| Килим (0-0)        |

| Результат | Рахунок | Дата          | Турнір  | Рівень     | Поверхня | Противник       | Оцінка   |
| --------- | ------- | ------------- | ------- | ---------- | -------- | --------------- | -------- |
| Перемога  | 0–0     | вересень 2021 | US Open | Grand Slam | Хард     | Лейла Фернандес | 6-4, 6-3 |

## Фінал серії WTA 125K

### Одиночні розряди: 1 (1 місце на другому місці)
| Результат | W — L | Дата         | Турнір              | Поверхня | Противник    | Оцінка        |
| --------- | ----- | ------------ | ------------------- | -------- | ------------ | ------------- |
| Поразка   | 0–1   | серпень 2021 | WTA 125 Чикаго, США | Хард     | Клара Таусон | 1–6, 6–2, 4–6 |

## Фінал серії ITF

### Одиночні розряди: 5 (три титули, 2-е місце)
| Легенда                              |
| ------------------------------------ |
| Турніри на $ 100 000 (0-0)           |
| $ 80000 турнірів (0-0)               |
| Турніри на $ 60 000 (0-0)            |
| Турніри на суму 25 000 доларів (1–1) |
| Турніри на суму 15 000 доларів (2–1) |

| Результат | Рахунок | Дата         | Турнір                          | Призові | Покриття | Противник       | Оцінка        |
| --------- | ------- | ------------ | ------------------------------- | ------- | -------- | --------------- | ------------- |
| Перемога  | 1–0     | Травень 2018 | ITF Тверія, Ізраїль             | 15,000  | Хард     | Гелен Шолсен    | 7–6(7–3), 6–4 |
| Перемога  | 2–0     | Oct 2018     | ITF Анталія, Туреччина          | 15,000  | Хард     | Йохана Маркова  | 6–4, 6–2      |
| Програш   | 2–1     | Mar 2019     | ITF Тель-Авів, Ізраїль          | 15,000  | Хард     | Корінна Дентоні | 4–6, 3–6      |
| Перемога  | 3–1     | Dec 2019     | ITF Пуна, Індія                 | 25,000  | Хард     | Найкта Бейнс    | 3–6, 6–1, 6–4 |
| Програш   | 3–2     | Mar 2020     | ITF Сандерленд, Велика Британія | 25,000  | Хард (i) | Вікторія Томова | 6–4, 4–6, 3–6 |

- Дані про турніри отримані з офіційних архівів ITF [Архівовано 9 вересня 2021 у Wayback Machine.]

## Запис проти інших гравців

### Рекорд проти 10 найкращих гравців
Рекорд Радукану проти гравців, які увійшли до топ -10. Активні гравці виділені жирним шрифтом.
| Гравець               | Роки     | Запис | Виграш % | Рахунок    | Глина     | Трава     | Останній матч                                            |
| --------------------- | -------- | ----- | -------- | ---------- | --------- | --------- | -------------------------------------------------------- |
| Гравці № 4 в рейтингу |          |       |          |            |           |           |                                                          |
| Белінда Бенчич        | 2021 рік | 1–0   | 100 %    | 1–0        | -         | -         | Виграв (6–3, 6–4) на відкритому чемпіонаті США 2021 року |
| Всього                | 2021 рік | 1–0   | 100 %    | 1–0 (100%) | 0–0 ( – ) | 0–0 ( – ) | Останнє оновлення 10 вересня 2021 року.                  |